# レオニド・カデニューク
レオニド・カデニューク（Leonid Kostyantynovych Kadenyuk、1951年1月28日 - 2018年1月31日）は、チェルニウツィー州クリシュキウツィ出身のウクライナ人宇宙飛行士である。独立後のウクライナで唯一の宇宙飛行士である。1997年にスペースシャトル・コロンビアに搭乗し、STS-87で宇宙飛行を行った。カデニュークはウクライナ空軍の少将の地位にあった。
カデニュークはパイロットとしてソ連空軍に入隊し、1976年に宇宙飛行士に選ばれた。ソビエト連邦の崩壊後も軍に留まり、ロシア空軍に入隊して後にウクライナ国籍を取得した。1995年にウクライナ初の宇宙計画が進められた際、故国に戻り無償で協力した。
ミッションには、カデニュークの他にウクライナ人の民間宇宙科学者ヤロスラフ・プストヴィも候補となっていたが、より質の高い訓練を受け、組織に慣れていたカデニュークが選ばれた。
初の飛行後も、ウクライナ国立宇宙機関での宇宙開発関連の仕事に従事し続けた。
カデニュークは2002年のヴェルホーヴナ・ラーダ選挙に立候補し、後にウクライナ労働党に入党した。国会では国防委員会に所属したが、政治活動は活発ではなかった。
2018年1月31日、キーウにて死去。

## 生涯
レオニド・カデニュークは、1951年1月28日にチェルニウツィー州ホティン地区クリシュキウツィ村の農村教師の家庭に、セルヒーという兄弟と共に生まれた。カデニュークが宇宙への夢を抱いたのは、ユーリイ・ガガーリンの飛行後、10歳の時だった。母親は彼が医者になることを望んでいた。
1967年、中学校を銀メダルで卒業後、チェルニーヒウ高等軍事航空パイロット学校（ЧВВАУЛ）に入学した。当時16歳だったカデニュークは、入学資格の17歳に満たなかったため、母親がZAGSで記録を変更し、1歳年上として入学。「航空機の操縦と運用」を専攻し、航空工学の学位を取得した。
1971年にЧВВАУЛを卒業後、教官パイロットとして勤務。1976年8月、ソ連の宇宙飛行士部隊に、ブラン計画のグループとして選抜された。9000人の候補者から厳しい身体的・心理的訓練を経て9人が選ばれ、カデニュークはその一人だった。

### テストパイロット
1977年、テストパイロット訓練センターを卒業し、「テストパイロット」および「テスト宇宙飛行士」の資格を取得。1977年から1979年にかけて基礎訓練を受け、独自の工学的・飛行技術を習得した。
1977年から1983年まで、ブラン計画のテスト宇宙飛行士グループに所属。1984年から1988年まで、ソ連空軍国立科学研究所でテストパイロットを務めた。1988年から1996年まで、ブラン計画のテストパイロット・宇宙飛行士を続けた。
1989年、モスクワ航空大学航空機製造学部を卒業し、「機械工学エンジニア」の学位を取得。1988年から1990年にかけて、ブラン計画の機長として訓練を受けた。
MiG-31およびMiG-25で宇宙船「ブラン」の着陸進入時の滑空降下訓練に参加。1990年から1992年にかけて、ソユーズTMの船長として完全な訓練プログラムを受けた。
宇宙飛行準備中、「ソユーズ」、「ブラン」、サリュート計画、部分的にミール、およびスペースシャトルを習得。航空宇宙システムの開発・試験、予備設計、モックアップ設計、飛行試験に参加。50種類以上の航空機（主に戦闘機およびノースロップ T-38）で飛行し、総飛行時間は2400時間以上。
宇宙飛行準備中、生物学、医学、計量学、生態学、地球資源研究、地質学、天文学、地球植物学など多岐にわたる分野で科学実験の訓練を受けた。
1990年、後のウクライナ大統領レオニード・クラフチュクの提案で、ウクライナ人乗組員による宇宙船打ち上げが計画されたが、ソビエト連邦の崩壊により実現しなかった。

### 飛行準備
ソビエト連邦崩壊後、ウクライナに残ることを決意。1995年6月、ウクライナ国立宇宙機関の宇宙飛行士グループに選抜された。当時のウクライナ大統領レオニード・クチマは、アメリカ合衆国大統領ビル・クリントンと会談し、ウクライナ人の宇宙飛行を合意。ウクライナとアメリカ合衆国の間で宇宙船搭乗に関する合意が成立し、リンドン・B・ジョンソン宇宙センターでNASAの飛行準備を開始。準備期間は1年以上続いた。
1996年4月から10月まで、ウクライナ国立科学アカデミーM.H.ホロドニー植物学研究所の植物ホルモン学部門で研究員として勤務。NASAでペイロードスペシャリストの訓練も受けた。飛行1年前、家族と共にヒューストン近郊に移住。

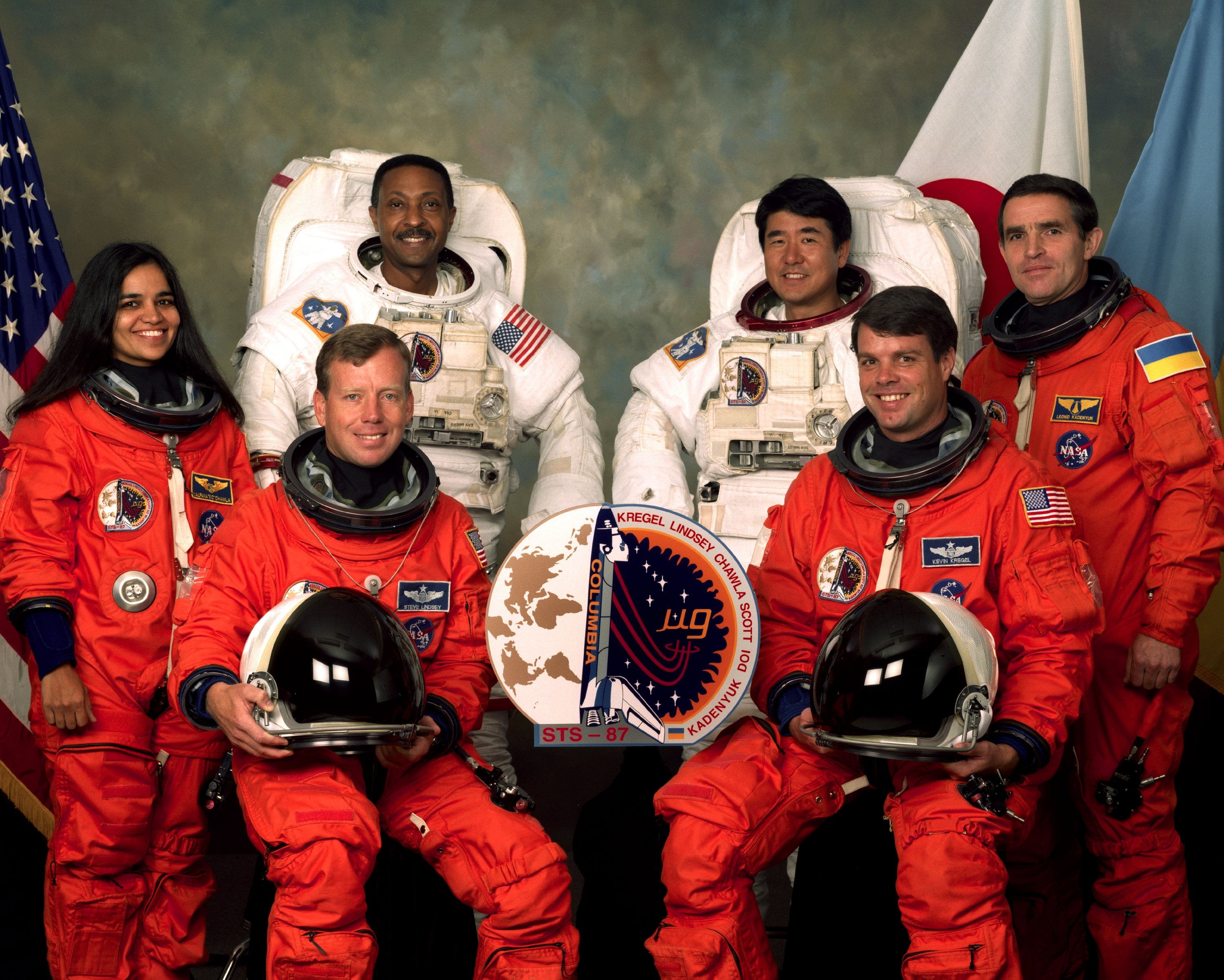
リンドン・B・ジョンソン宇宙センター、NASAにて、1997年9月、ミッション「STS-87」の他の宇宙飛行士と一緒のカデニューク

NASAで、スペースシャトル・コロンビアのSTS-87ミッションのペイロードスペシャリストとして訓練を受けた。バックアップはヤロスラフ・プストヴィが務めた。

### 宇宙飛行
1997年11月19日から12月5日まで、アメリカ人4名、日本人1名と共にスペースシャトル・コロンビアのSTS-87ミッションで宇宙飛行を行った。カデニュークは科学者・生物学者として、カブ、大豆、コケを用いた実験を実施。無重力状態が植物の成長と発達に与える影響を研究した。10件の実験に加え、人間システム研究研究所の「人間と無重力状態」実験も実施した。
この飛行はウクライナにとって画期的な出来事であり、宇宙大国としての地位を確立。「私はウクライナの国旗を掲げて宇宙へ飛び、ウクライナ政府の任務を遂行した最初の人間だった。1997年、初めてウクライナの国歌が宇宙で響いた」とカデニュークは回想した。宇宙にはウクライナの国旗3つ、トライズーブ、タラス・シェフチェンコ、セルゲイ・コロリョフ、ユーリイ・コンドラチュク、ミコラ・ホロドニーの肖像画、亡友レオニード・イワノフの写真が運ばれた。
無重力状態での睡眠が最も難しかったとカデニュークは述べ、壁に固定した寝袋で眠った。「怖くなかったか」との質問には「とても興味深かった」と回答。地球の大気の薄さに衝撃を受け、核兵器や化学兵器による汚染への懸念を表明した。
1997年10月から2000年6月まで、2010年12月に、ウクライナ国立科学アカデミーおよびウクライナ国立宇宙機関宇宙研究機関の上級研究員を務めた。
飛行の感想は自著『ミッション — 宇宙』に記した。

### 飛行後
ウクライナ帰還後、軍事航空に勤務し、1998年にウクライナ空軍少将に昇進。ウクライナ防空軍航空部長、クチマ大統領の航空宇宙問題担当補佐官、ウクライナ大統領府軍事総監察局航空宇宙問題担当副総監察官を務めた。2011年1月、ウクライナ首相の航空宇宙問題担当顧問に就任。

### 政治活動
2002年、国会議員となり、与党会派統一ウクライナのために！に加わった。2002年から2006年まで、第4期ウクライナ最高議会の国民代議員（ウクライナ人民党から選出）を務めた。議員在任中、会派や議員グループを数回移籍。軍人や航空関係者の社会保障改善に取り組み、「ウクライナ航空における危機的状況の原因調査」議会調査委員会で違反行為や不正を指摘。

### 創作活動
5つの科学論文の著者。
2009年、プーリサールィ大学出版から出版された『ミッション — 宇宙』は、「ブック・オブ・ザ・イヤー2009」の「地平線」部門で第1位を獲得。2017年にノヴィイ・ドルク出版社から再版。「宇宙での経験は私の人生観に影響を与え、社会問題を特別な方法で捉えるようになった」と記した。

### 宇宙飛行の準備について
パラシュートジャンプは心理的訓練の一環だったが、「必要だからやった」と述べ、熱心ではなかった。

### 宇宙船「コロンビア」について
「コロンビア」は1975年に建造開始。
- 28回の飛行を実施。
- 初飛行：1981年4月12日。
- 24回目：1997年11月19日（カデニューク参加）。
- 最終飛行：2003年2月1日、コロンビア号空中分解事故で乗組員全員死亡。

### 「コロンビア」での飛行
1997年11月19日、ジョン・F・ケネディ宇宙センターから打ち上げ。スペースラブで宇宙生物学、物理学、材料科学の実験と宇宙遊泳を実施。
カブ、大豆、コケを用いた実験で、無重力が光合成、受精、胚発達、遺伝子発現、ホルモン含有量、炭水化物代謝、細胞構造、フハイカビによる損傷に与える影響を研究。人間システム研究機関の「人間と無重力状態」実験も実施。
11月27日、飛行9日目にウクライナとの初の通信を実施。
打ち上げ7日前から感染症予防のため隔離。家族や外部との接触を遮断し、医師・心理学者による監視を受けた。
地球と宇宙の観察・撮影を「壮大で興味深い実験」と呼び、毎分を費やした。ウクライナの国歌を起床信号としてリクエストし、2回宇宙で響いた。
バックアップはヤロスラフ・プストヴィで、ウクライナ国防省幹部の息子。

### 自分自身について
謙虚で、警備員なしで徒歩や公共交通機関を利用。犬好きで、野良犬の世話をした。2006年、技術科学の博士号を取得。

## 視点
「無重力状態は、地球の重力下ではトレーナーでシミュレートできない。飛行実験機で25〜30秒、軌道飛行では永続的だ。」
「地球の重力とロケットの力が戦っている印象だった。自然の力と人間の知性の力だ。」 — イーホル・シャロフ(uk)著書インタビューより。

## 受賞
- ウクライナ英雄および金星勲章（1999年12月3日） — 宇宙開発と国際協力への貢献[18]
- メリット勲章3等（2011年4月12日） — ロケット・宇宙産業への貢献[19]
- 勇気勲章1等（1998年1月19日） — 国際的権威向上と個人的勇気[20]
- 名誉ある銃器（ウクライナ語版）（2001年1月25日） — 防衛能力への功績[21]
- ソ連メダル：ソ連軍50周年記念メダル、ソ連軍60周年記念メダル、ソ連軍70周年記念メダル、無欠勤奉仕メダル1等・2等・3等
- NASA宇宙飛行メダル（1997年）
- ウクライナ国民大使（ウクライナ語版） — 国際的権威強化への貢献[22]
- チェルニウツィー市栄誉メダル

## 死去
2018年1月31日、キーウのツァールスコイエ・セロー地区で朝のジョギング中に急死。救急車到着前に心臓発作で死亡。

### 告別式
2018年2月2日、キーウのウクライナ閣僚会議クラブで執り行われた。

### 埋葬
キエフのバイコヴェ墓地（42a区画）に埋葬された。